# John Reese Stevenson
John Reese Stevenson (* 24. Oktober 1921 in Chicago, Illinois; † 26. Oktober 1997 in Fort Worth, Texas) war ein amerikanischer Jurist. Er wirkte von 1950 bis 1992 als Anwalt in der Kanzlei Sullivan & Cromwell, die er von 1979 bis 1987 leitete. Darüber hinaus war er von 1966 bis 1968 Präsident der Amerikanischen Gesellschaft für internationales Recht, von 1969 bis 1972 Rechtsberater des US-Außenministeriums, von 1988 bis 1990 Mitglied der Interamerikanischen Kommission für Menschenrechte sowie von 1978 bis 1993 Präsident der National Gallery of Art.

## Leben
John Reese Stevenson wurde 1921 in Chicago geboren und studierte an der Princeton University, an der er 1942 einen A.B.-Abschluss erhielt. Nach vier Jahren Dienst in der United States Navy erlangte er außerdem 1949 an der Columbia University einen LL.B.-Abschluss und drei Jahre später auch die Promotion. Nachdem er seine Zulassung als Rechtsanwalt erhalten hatte, war er von 1950 bis 1992 in der Kanzlei Sullivan & Cromwell tätig, der er ab 1956 als Partner angehörte und von 1979 bis 1987 als Präsident vorstand.
Von 1969 bis 1972 übernahm er die Position des Rechtsberaters des Außenministeriums der Vereinigten Staaten. In dieser Funktion nahm er unter anderem an der diplomatischen Konferenz teil, auf der das Wiener Übereinkommen über das Recht der Verträge ausgehandelt und angenommen wurde. Als Sonderbeauftragter des Präsidenten der Vereinigten Staaten im Rang eines Botschafters leitete er außerdem von 1973 bis 1975 die Delegation seines Heimatlandes zur dritten Seerechtskonferenz der Vereinten Nationen, die später zum Abschluss des Seerechtsübereinkommens führte. Von 1966 bis 1968 fungierte er als Präsident der Amerikanischen Gesellschaft für internationales Recht, die ihm 1997 mit der Manley-O.-Hudson-Medaille ihre höchste Auszeichnung verlieh. Zwischen 1988 und 1990 gehörte er der Interamerikanischen Kommission für Menschenrechte an.
Darüber hinaus war John Reese Stevenson Trustee der Texas Christian University und der National Gallery of Art, als deren Präsident er von 1978 bis 1993 wirkte. Er war ab 1943 in erster Ehe und nach dem Tod seiner Frau ab 1983 in zweiter Ehe verheiratet und Vater von vier Kindern. 1997 starb er in Fort Worth.